# Khirbet al-Mukhayyat
 (avril 2023).
Khirbet al-Mukhayyat (en arabe : خربة المُخيَّط) est une ville en Jordanie située sur le mont Nebo.